# Bronisławy (Rybno)
Pour les articles homonymes, voir Bronisławy.
Bronisławy (prononcé en polonais : [brɔniˈswavɨ]) est un village polonais de la gmina de Rybno dans le powiat de Sochaczew et dans la voïvodie de Mazovie.